# Ossaea coarctiflora
Ossaea coarctiflora är en tvåhjärtbladig växtart som beskrevs av John Julius Wurdack. Ossaea coarctiflora ingår i släktet Ossaea och familjen Melastomataceae. Inga underarter finns listade i Catalogue of Life.